# UNLOCKER!
『UNLOCKER!』（アンロッカー）は、新谷良子の6枚目のオリジナルアルバム。2011年6月22日にLantisから発売された。

## 概要
前作『MARCHING MONSTER』から2年ぶりとなるオリジナルアルバム。本アルバムの発売を記念し、東京、大阪、名古屋でキャンペーンが行われ、ラフォーレ原宿でも7月に、新谷の10年間の軌跡に追った展示会「10th Anniversary Museum「chu→lipはてな」」が開催された。

## 収録曲

### Disc1（CD）
1. What’s our name? [3:57]
作詞：こだまさおり、作曲・編曲：川島弘光
2. Piece of love [3:40]
作詞：春和文、作曲・編曲：YoHsKE
3. スロウ・モーション [3:48]
作詞：こだまさおり、作曲・編曲：川島弘光
4. before party swings（Instrumental） [0:59]
作曲・編曲：宮崎誠
5. HONEY TEE PARTY! [4:16]
作詞：三重野瞳、作曲：水野大輔、編曲：川田瑠夏
6. Blanc/Noir [4:21]
作詞：只野菜摘、作曲・編曲：宮崎誠
7. Magic Spell [3:56]
作詞・作曲・編曲：R・O・N
8. Star Gate [4:32]
作詞・作曲・編曲：宮崎誠
9. shape of the key（Instrumental）
作曲・編曲：R･O･N
10. UNLOCKER! [3:46]
作詞・作曲・編曲：R・O・N
11. Endless Happiness [3:54]
作詞・作曲・編曲：宮崎誠
12. おやすみのほし [4:53]
作詞：只野菜摘、作曲・編曲：宮崎誠

### Disc2（DVD）
1. UNLOCKER!
2. Piece of love
3. HONEY TEE PARTY!